# Ángel Faretta
Ángel Faretta (Buenos Aires, Argentina, 1953) es un escritor argentino, teórico del cine y del arte, poeta, traductor de poesía, y narrador. 
Desde 1977 publica, en diferentes medios, ensayos, artículos de análisis y críticas sobre arte, literatura y cine. Para muchos seguidores de su teoría, es "la persona que más reflexionó sobre el cine en la Argentina, y su teórico más lúcido, original e influyente, fiel a su pensamiento y alejado de cualquier moda." 
De Faretta, el crítico cinematográfico y guionista Fernando Regueira escribió:

"Faretta es el único pensador con una Teoría del Cine (y una Estética general) propia en nuestra Patria y, mucho nos tememos, en nuestra lengua castellana toda."
Fernando Regueira

## Biografía y Obra
Nació el 21 de abril –“aniversario de la fundación de Roma” como estampa en todos sus libros- de 1953 en Buenos Aires. Desciende de una antiquísima familia tradicional del sur italiano. Su padre Donato (1900-1988), emigra a la Argentina hacia 1926, donde se dedica a tareas rurales en la zona de la propiedad familiar de Saladillo y luego a la industria y a la construcción. Su madre, Lisa Pingitore, nacida en la Argentina (1914-1988), también desciende una antiquísima familia sur italiana, de nobles orígenes en especial por la vía materna de los Di Renzo.
Faretta cursó sus estudios primarios y secundarios con los padres escolapios en el colegio Calasanz de Caballito. Realizó luego estudios de filosofía, teología, estética, historia del arte y de las religiones, así como de simbolismo tradicional. Entre otros con Gillo Dorfles y Guido Aristarco (en Italia) y con Adolfo Carpio, Conrado Eggers Lan, Antonio Pagés Larraya y Héctor Ciocchini en la Argentina. Según Faretta,

"en esos años el secundario, al menos en ese lugar, era ya una educación completa. Latín, teología, filosofía, literatura, y sobre todo la interacción que se tenía con la mayor parte de los profesores".

Reconoce en su formación a una serie de maestros particulares y anónimos, como Horacio Álvarez Boero, erudito en cine clásico norteamericano. Sobre el último, comenta:
"Cuando charlamos con Samuel Fuller, éste lo mira fijamente y le dice: "Horacio, ¿cuántos años viviste en Hollywood sin que te conociera?".
Otro centro de su formación sería el aprendizaje noctámbulo de posiblemente la última parte de la existencia de una auténtica bohemia en Buenos Aires. Una vida nocturna donde la bohemia y la aristocracia europea se unían en más de un punto con los maestros iniciáticos de saberes tradicionales, donde Faretta incluye:
"...las librerías de viejo. Y las trastiendas de las librerías de viejo. Y los bares, los guindados, las whiskerías como la que Tania tenía frente al teatro Cervantes... Como repito desde ya tantos años: "quien no haya vivido en la Argentina, en el Buenos Aires de esos años no conocerá nunca lo que es la dulzura de vivir".
Ha declarado: "Una filosofía de la historia, por ejemplo, no puede hacerse si no se estudian y examinan, hasta donde sean posibles, las creaciones espirituales de los hombres. Su forma de pensar pero también de poetizar, o mejor ambas de consuno. Es imposible desde hace siglos ir hacia algo llamado historia como si fuera un fósil que nos espera a nosotros en estado de animación suspendida para que por un acto de magia libresca lo hagamos vivo una vez más. Pero si intentamos averiguar cómo imaginó su espacio vital, cómo se temió y se representó ese temor, cómo se continuó reconfigurando la tarea de sus antecesores y cómo una figura, tipo o emblema lo fue reconfigurando en diversas obras poéticas, pictóricas, novelísticas y fílmicas creo que ahí sí logramos no recuperar un fósil sino religarnos con lo vivo del pasado en nosotros. Se hace presente. Claro que para mí era obvio que había que comenzar con la manifestación estética más cercana a nuestras vivencias, el cine. Y de allí extraer una filosofía de la historia y del arte. Y no ir en busca de algo encerrado en museos y cubierto con las telarañas de lo seudo conservador. Porque quien desea conservar algo no lo oculta ni lo momifica. Claro que se trataba de entender no sólo cómo el cine era cine, sino también a aquello y aquellos que necesariamente se le oponen. Su pólemos. Una vez establecido eso, había que ir desde el presente hacia pasado, en flash back,  De allí hemos tratado sobre el melodrama en “La pasión manda”, y luego sobre la poética del tango argentino, sobre el simbolismo de la nave, y sobre el mitologema del doble que son los libros siguientes ya terminados o a punto de serlo".
Publicó durante la década de los ańos 80s en la Revista Fierro artículos de crítica de cine y de literatura, que lo hizo conocido ente un público especializado fuera del ámbito cultural tradicional. Los textos allí publicados fueron luego recopilados en el libro "Espíritu de Simetría". Ejerce la docencia privada desde hace cuatro décadas, desarrollando su pensamiento teórico en seminarios, conferencias y en un cursos privados. Ha eludido conscientemente toda participación universitaria en su país.

### Cursos y Seminarios
Paralelamente a su actividad como crítico cinematográfico, dio cursos, conferencias y seminarios sobre "El romanticismo y la mentalidad romántica", "El cine y el mal", "Introducción a la literatura fantástica",“Estética del mal”, "Sobre el simbolismo tradicional", "Sobre el mito y su relación con el arte",“El simbolismo de la nave”, siempre enseñando su propia teoría.
En 1989, Faretta fundó la escuela de cine Aquilea, nombre tomado de la mítica Buenos Aires, llamada Aquilea por Jorge Luis Borges y Adolfo Bioy Casares en la película Invasión, de Hugo Santiago. Debió cerrarla 6 años después, y se dedicó a dar clases particulares.

### El concepto de cine (una introducción audiovisual).
A principios de 2015, la cátedra de Arbós-Szmukler de la carrera de Diseño de Imagen y Sonido de la Facultad de Diseño y Urbanismo de la Universidad de Buenos Aires, realizó en colaboración con Ángel Faretta, una serie de audiovisuales que contienen los desarrollos teóricos fundamentales de su obra “El concepto de cine”.
N°1 - El cine es fantástico por naturaleza: El cine como arte “activo” en la vida contemporánea. El concepto de cine como una teoría del arte en la modernidad centrada en el cine desde todos los puntos de vista posibles (el sentido político, histórico, religioso y formal). Una teoría ni formalista ni sociológica-contenidista. Definición de metafísica. Todo cine es fantástico.
N°2 - Griffith y los tres elementos heurísticos: Fuera de campo. Principio de simetría. Eje vertical. Lo trágico y el cine.
N°3 - El cine de los estudios: Los antecedentes del cine como construcción orgánica. El renacimiento italiano, el barroco europeo y americano, y el romanticismo alemán. El cine como continuidad de la política barroca por otros medios. El cine de Hollywood y la reconfiguración de los datos tradicionales. El cine es “dixie” en oposición al mundo de mentalidad liberal-capitalista. El cine como alien. El modo de producción material (y simbólico) del cine de Hollywood. La ruptura con el tardo-romanticismo.
N°4 - Héroes y Artesanos: El director de Hollywood clásico era autor en tanto era artesano. El artesano como alguien que crea a partir de una función y de un oficio y no el genio individual liberal. La trifuncionalidad indoeuropea (Dumézil). El héroe como portador del elemento mítico. La búsqueda. La herida originaria.
N°5 - El enemigo nos ve primero: El clímax. Lo alto y lo bajo. El cine como voluntad y representación. Harvard vs Hollywood. El enemigo siempre nos entiende primero. El cine se opone a la mentalidad liberal-positivista burguesa a partir de tres cosas: Lo trágico. El héroe. La bilocación de la mujer en creada en el siglo XIX por la mentalidad liberal (madre-santa-esposa / puta).
N°6 - Autoconciencia: La autoconciencia como saber que se sabe y saber qué se sabe. Todo incorporar es un incorporar crítico, sino es un empacho. El cine como sociedad secreta. El cine como aduana simbólica. La cinefilia como la enfermedad infantil del concepto de cine. El cine ha llegado a su fin.

### Soy leyendo
En el año 2016, junto con Diego Ávalos y Melina Cherro, realizó el PODCAST “Soy Leyendo”, sobre variados temas del arte y la cultura.
Agatha Christie (parte 1 y parte 2)
Tango y bolero (parte 1 y parte 2)
Sobre las máscaras
¿Qué clase es la clase “B”?
Cat People de Jacques Tourneur
Yo caminé con un zombi de Jacques Tourneur

### Literatura
En 1993 publicó Datos tradicionales, un libro de poesía.
Luego combinó su actividad docente con la escritura. En este período se dedicó a reorganizar sus escritos, producto de esa tarea lleva publicados dos libros de ficción. Su obra de ficción pertenece casi toda al terreno de lo fantástico:

“El género me apasiona, y es casi un género argentino. Yo quería continuar esta tradición: Borges, Bioy Casares, Marco Denevi. Lo que me propuse es narrar la historia de la Argentina a través de una serie de novelas y relatos de este género, porque este es un país fantástico. No hablo de realismo mágico, sino de literatura fantástica”.

El saber del cuatro (2005), su primera obra narrativa publicada, consta de cuatro relatos que pueden leerse como las cuatro partes de una novela. Puesto que cada uno de los relatos-capítulos es una variante del mismo tema: la presencia del demonio en el mundo contemporáneo bajo diferentes máscaras. Su título remite a la operación básica de la Cábala. También su recorrido cuaternario lo es por cuatro momentos de la historia argentina –incluso dos de ellos en el inmediato futuro- así como cada cual se relaciona con un momento y autor de la literatura fantástica de la Argentina.
Tempestad y asalto (2009) es ya una novela-novela. Intenta ser un relato del origen de la Argentina y al mismo tiempo una novela iniciática. Es también una lectura crítica del romanticismo alemán ya desde el título tomado del “Sturm und Drang”. Claramente dividida en tres partes, su eje es la expulsión y supresión de la Compañía de Jesús en esta parte de América, y en especial de la Argentina, producida en el año 1767. Aunque la novela comienza en los inicios del 1800 y en su segunda parte los hechos narrados refieran a mucho antes de la expulsión de los jesuitas.
Así la novela se propone tanto como un relato fantástico y mítico sobre los orígenes posibles de la Argentina, como un recorrido autoconciente por el despliegue de la narrativa fantástica y el romanticismo alemán y los diferentes hitos narrativos desarrollados durante el siglo diecinueve.
Este libro, como así también El Saber del cuatro, forma parte de una saga escrita a lo largo de los años, compuesta por relatos, nouvelles y novelas sobre la historia argentina vista, o mejor dicho refractada, por el modo fantástico.
Viajeros que huyen (2016) tiene la forma que ha definido como “novela de conversación”. Un grupo de amigos atraviesan la historia argentina de 1963 a 1973. Mediante capítulos que pueden leerse como relatos unitarios, ejerce un realismo distanciado, donde lo mítico y hermético de sus dos libros narrativos anteriores se reconfigura en un mimético bajo, pero evitando el pozo negro del costumbrismo.

#### Poesía
Muchos de sus poemas permanecen inéditos, dado que no se reeditaron las primeras ediciones de su obra poética. En los últimos años ha publicado mucha de su obra poética, así como diversas traducciones de poetas (Horacio, Sexto Propercio, Catulo, Ariosto, Leopardi, Baudelaire, el al) en el blog dirigido por el poeta Jorge Aulicino, “otra iglesia es imposible”.

#### Teoría
Su teoría del arte fue definida como "una teoría de la modernidad o del mundo moderno a través del cine." Está expresada en sus libros "El concepto del cine", en las notas de "Espíritu de simetría"  en: "La pasión manda. De la condición y representación melodramáticas” y en” La cosa en cine. Motivos y figuras".
Faretta establece una línea de continuidad entre la relación que se estableció en el Renacimiento entre Mecenas y artistas, con la que ocurrió durante la edad de oro del cine de Hollywood entre el «sistema de estudios» (Warner, Universal, Paramount, Metro, 20 Century Fox, etc) y los directores: una equivalencia que contradice la idea sobre «déspotas incultos con dinero» y «artistas sensibles».
Tomando como base el origen predominantemente del Imperio austrohúngaro de muchos de aquellos pioneros del cine, Faretta encuentra en esa génesis la razón más probatoria de buena parte de su teoría: "el cine, como expresión específica de la mirada y el conocimiento contemporáneos, fue capaz de desarrollar las expresiones estéticas y técnicas más avanzadas sin por eso estar apoyado en la concepción liberal y atea del mundo."
Según Marcelo Zapata, para Faretta 

"aquel Hollywood de inmigrantes austrohúngaros fue un verdadero «alien» religioso en el cuerpo de una potencia política que se vanagloria, sólo gracias a los oropeles de fama, dinero y glamour, de quien, en el fondo, la contradice. Desde luego, para tal concepción, el cine (en el sentido más tradicional) ha venido perdiendo, sin reemplazo, a sus más auténticos artistas."

### Filosofía del arte
Desde hace cuarenta años, Faretta viene desarrollando una filosofía del arte a través del cine, como también del melodrama, de la fantástica y la poética, hasta completar una teoría y filosofía estética general. 
Una de las tesis centrales manejadas por Faretta en su filosofía estética consiste en lo que llama “cultura tradicional en diáspora desde el otoño de la edad media”. Confundida intencionalmente con “cultura popular”, para darle un carácter menor, derogativo o infantil. Cuando para este autor se trata de todo lo contrario. Es el recurso mediante el cual las formas tradicionales, simbólicas y mitopoéticas se mantienen mediante reconfiguraciones y metamorfosis operativas de los datos tradicionales, nombre que da a la metafísica. Así como también la define como “el uso operativo –y no especulativo- de estos datos tradicionales”. 
Para ello ha creado un sendero hermenéutico que comienza con la más actual de estas reconfiguraciones, a la que ha llamado “el concepto del cine”, para ir luego hacia las configuraciones anteriores: el melodrama, la fantástica, así como también la ficción policial (que Faretta ha llamado “ficción criminal”), así como a las formas simbólicas de la poesía y la representación desde el romanticismo alemán hasta el simbolismo francés. Aquí haciendo un extenso estudio crítico y hermenéutico -todavía inédito-, entre la tradición simbólica de la lírica francesa con la lírica cantable del tango argentino.
La influencia en su pensamiento del filósofo italiano Giambatista Vico ha sido fundamental. Faretta ha puesto nuevamente en circulación su obra y conceptos en el mundo intelectual de su propio país así como en el de habla castellana. Al igual que con la obra del historiador de las religiones rumano Mircea Eliade; ambas influencias son totalmente declaradas y autoconcientes por Faretta en su obra teórico-ensayística.
Así en el primer volumen de su teoría estética, “El concepto del cine”, afirma “… el cine no es una extensión fotográfica del teatro o de lo teatral; ni tampoco una permanente fuente de fotografía en movimiento que secciona la continuidad espacio-temporal para separarse de vaya uno a saber qué fantasma de eterno teatral; ni tampoco un código de charadas visuales para discapacitados; ni un puzzle, un criptograma o una mímica fotográfica”. 
“(…) es una construcción ideativa –o fantástica- que selecciona y sintetiza al hacerlo los pródromos o supuestos de los que partieron –o se cree que partieron- las artes y disciplinas anteriores. Es una póiesis (i. e. un poder de hacer) y una techné, pero vueltas a unir al final de los tiempos estéticos.
Estos conceptos se extienden polémicamente en el volumen “La pasión manda, de la condición y la representación melodramáticas”. Aquí se toma a esta deriva anímico-estética como la forma posible de continuar en plena movilización total con el sentimiento así como la vivencia de lo trágico. Centrándose en su origen formal en el renacimiento, avanzando luego hacia el thriller decimonónico, tanto en su vertiente criminal como fantástica, llega hasta su representación y formalización extrema en el concepto del cine, centrándose en la obra de Douglas Sirk, pero incursionando también en la ópera y en la así llamada “música ligera” italiana, como en el tango argentino y el bolero centroamericano.
Aquí también Faretta elabora toda una crítica contra el vaciamiento o desfiguración de lo sagrado, incluso por ciertas formas de vaciamiento ritual por parte de la Iglesia católica (a la que el propio autor pertenece), y polemizando con la reducción tanto sentimental como ritual de sus representaciones y formulaciones teológicas. Sosteniendo que estas reducciones “sansulpicianas” hicieron que se diera un giro teológico donde este pensar y representar se desplazara hacia formas poéticas y dramáticas que dieran lugar a la fantástica, tanto narrativa, como poética, teatral y pictórica, sintetizadas luego en el concepto del cine.
En este libro apunta los siguientes factores determinantes de la condición melodramática. Su “genealogía anímico-espiritual”. A saber “Apetencia por el misterio y su regreso como lo oscuro”. “Banalizacion del mal” (aquí en modo totalmente polémico contra la repetida afirmación de Hannah Arendt, sobre “la banalidad del mal”) y “Terrenalización del infierno” (aquí apoyándose en parte en las investigaciones teológico-estéticas de Hans Sedlmayr, aunque no participando de todas sus conclusiones)
Luego en “Nota conjunta sobre Hugo del Carril y el melodrama” -largo ensayo incluido tanto en “Cinco films argentinos”, como “La cosa en cine. Motivos y figuras”- emprende una minuciosa lectura hermenéutica del film “Más allá del olvido” (1956) que Faretta considera la obra maestra de todo el cine argentino. Aquí a la interpretación simbólica de su puesta en escena y estructura se dilata en su significación histórico-política, así como en sus derivas anímico-espirituales. 
Puesto que ha declarado en otro lugar que una hermenéutica, o lo que se dice tal, no puede pasarse haciendo prólogos introductorios sobre las dificultades de todo tipo que presenta precisamente una lectura hermenéutica completa, y que atienda a todas o a la mayor cantidad de significaciones posibles. Hermenéutica para este autor -que es lo mismo que interpretación simbólica cuanto formal estructural-, no puede hacerse, so pena de hundirse a sí misma, separando lo formal de su significado. De allí que trata “sobre el sentido, tanto como dirección y meta de la obra como de su significado”.

### La otra parte: Una teoría de la poética y el arte fantástico
En el II congreso internacional de literatura fantástica celebrado el 9 de mayo de 2015, en la Biblioteca Nacional "Mariano Moreno", Ángel Faretta brindo dos conferencias en dónde puede apreciarse su teoría inédita acerca de la poética y del arte fantástico.
1 – El nacimiento del Fantástico, “El hombre de Arena” de E.T.A Hoffmann (1818): Donde el autor presenta su teoría inédita.
2 – Introducción al cine fantástico: Donde el autor analiza 3 films del género. Yo camoné con un zombi de Jacques Tourneur, el Exorcista de William Friedkin y Halloween de John Carpenter.

### Obra Narrativa
En su obra narrativa publicada hasta el momento, Faretta se ha centrado en la narración de carácter fantástico, forma expresiva que lo tiene también como teórico e historiador de la misma. Tanto en los relatos de “El saber del cuatro” como en la novela “Tempestad y asalto”, se propone un recorrido mediante el epos fantástico de los orígenes así como del posterior despliegue histórico de la Argentina. Al que define como “país fantástico por excelencia” 
Faretta ha definido taxativamente a lo fantástico como lo opuesto tanto al realismo mágico como a la ficción científica.
En “El saber del cuatro” se recorre autoconcientemente los pasos anteriores dados por los autores ya clásicos del fantástico argentino. “Tempestad y asalto” por su parte despliega dos ejes históricos, la expulsión de los jesuitas así como -según este autor- la contemporaneidad de estos hechos y del nacimiento de la Argentina como nación, con el período en que nace y se despliega el romanticismo alemán. 
Acaba de ser editada su segunda novela, Viajeros que huyen, en donde pasa a la forma que ha definido como “novela de conversación”, mediante un grupo de amigos que atraviesan la historia argentina de 1963 a 1973. Aquí mediante capítulos que pueden leerse como relatos unitarios, ejerce un realismo distanciado, donde lo mítico y hermético de sus dos libros narrativos anteriores se reconfigura en un mimético bajo, pero evitando el pozo negro del costumbrismo, según ha declarado (*)
En cuanto al elemento de unión entre ambas novelas, ha dicho “Ese elemento es la Argentina como nacimiento mítico en Tempestad y asalto y su declive en lo real-histórico en “Viajeros que huyen”

## Libros
- Datos tradicionales (poemas, 1993),
- El concepto del cine (enlace roto disponible en Internet Archive; véase el historial, la primera versión y la última). (resumen de su teoría de cine, 2005. Tercera edición corregida y ampliada; ASL ediciones, 2022).
- El saber del cuatro (relatos, 2005).
- Espíritu de simetría (enlace roto disponible en Internet Archive; véase el historial, la primera versión y la última). (ensayo, 2008) (Recopilación de ensayos publicados en la revista Fierro durante las décadas de 1980 y 1990).
- Tempestad y asalto (novela, 2009).
- La pasión manda. De la condición y representación melodramáticas (enlace roto disponible en Internet Archive; véase el historial, la primera versión y la última). (ensayo, 2010).
- Cinco films argentinos Archivado el 4 de junio de 2016 en Wayback Machine. (2012, libro de ensayos en colaboración con Fernando Regueira, Sebastián Nuñez, Alberto Tricarico y Guillermo Jacubowicz sobre los films clásicos Rosaura a las diez, Más allá del olvido, Mujeres que trabajan, Historia de una noche y Safo, historia de una pasión).
- La cosa en cine. Motivos y figuras (ensayos, 2013)
- Viajeros que huyen (novela, 2016)
- Más allá del olvido. Una historia crítica del cine fantástico argentino (ensayo, 2018). Primer premio de ese año otorgado por la Enerc. Escrito junto a Diego Ávalos y Melina Cherro.
- Hitchcock en obra (ensayo, 2019; tercera edición 2021)
- La traducción de la melancolía. La poética del tango argentino como forma lírica de la modernidad (ensayo, 2019; segunda edición corregida y ampliada, 2023)
- Otra vez bajo Tauro (poemas, 2022)
- Dominio eminente. Teoría de la Clase B y la cultura tradicional en diáspora desde el otoño de la edad media (ensayo 2022)
- Poemas y traducciones en el blog “otra iglesia es imposible”
- Ensayos y estudios suyos se encuentran reunidos en sitios tales como www.angelfaretta.com.ar; “Aquilea liberada” y en “Tapados, raros, fallidos y olvidados”